# Dysdera silana
Dysdera silana är en spindelart som beskrevs av Pietro Alicata 1965. Dysdera silana ingår i släktet Dysdera och familjen ringögonspindlar.
Artens utbredningsområde är Italien. Inga underarter finns listade i Catalogue of Life.